# Moorpark
Moorpark ist eine Stadt im Ventura County im US-Bundesstaat Kalifornien mit 36.284 Einwohnern (Stand: 2020).

## Geschichte
Moorpark wurde 1887 von Robert W. Poindexter gegründet, der den Ort nach einer Aprikosenart, die in der Gegend wuchs, benannte. 1904 wurde ein Tunnel durch die Santa Susana Mountains fertiggestellt, der es der Southern Pacific Railroad ermöglichte, ein Depot in der Nähe zu errichten, was dem Ort einen Wachstumsschub verpasste.
Im März 2005 wurden in der Nähe von Moorpark Überreste eines Mammuts gefunden, das wahrscheinlich zur seltenen Gattung der Mammuthus meridionalis gehört.

## Geographie
Moorpark kann über die Auto-Routen 23 und 118 oder per Metrolink (lokales Zugsystem) erreicht werden. Das Stadtgebiet hat eine Größe von 49,9 km².

## Verschiedenes
Das Footballteam der Moorpark High School nennen sich Moorpark Musketeers. Sie spielen in der Marmonte League.
Moorparks Little League gewann die Western Regional Championships 1996.

## Söhne und Töchter der Stadt
- Brian Blechen (* 1991), American-Football-Spieler
- Kelli Berglund (* 1996), Schauspielerin und Sängerin
- Amanda Longan (* 1997), Wasserballspielerin
- Drake London (* 2001), American-Football-Spieler